# 오펏 공군기지
오펏 공군 기지(Offutt Air Force Base)는 미국 네브래스카주의 최대도시인 오마하에 위치한 공군 기지이다.
미국 전략 사령부(USSTRATCOM) 본부가 주둔해 있다. 미국 전략사령부는 1946년 창설된 미국 전략 공군 사령부(SAC)가 변한 것으로서, 미국의 핵미사일 공격을 담당한다. 공군 사성장군이 사령관이다. 예하에 미국 육군 우주 및 미사일 방어 사령부, 미국 공군 전구 타격 사령부, 미국 공군 우주 사령부, 미국 해병대 전략 사령부를 두고 있다.
1918년 제1차 세계대전에서 영국 공군에 파병되어 프랑스 상공에서 23세에 전사한 미국 공군 오펏 중위(Jarvis Offutt)의 이름을 사용했다. 오마하가 고향이다.
1960년 10월 1일 아틀라스 미사일이 9발 배치되었다. 미국 최초의 ICBM이다. 2012년 기준으로는 배치된 지상발사 핵미사일이 없으며 프랜시스 E. 워렌 공군기지, 미놋 공군 기지, 맘스트롬 공군 기지 세 곳에만 미니트맨 미사일이 배치되어 있다. 미국 공군은 핵폭격기 핵전투기도 보유하고 있으나, 오펏 공군 기지에는 핵폭격기 핵전투기도 없다.

## 같이 보기
- 공군지구권타격사령부